# قانون گورتون

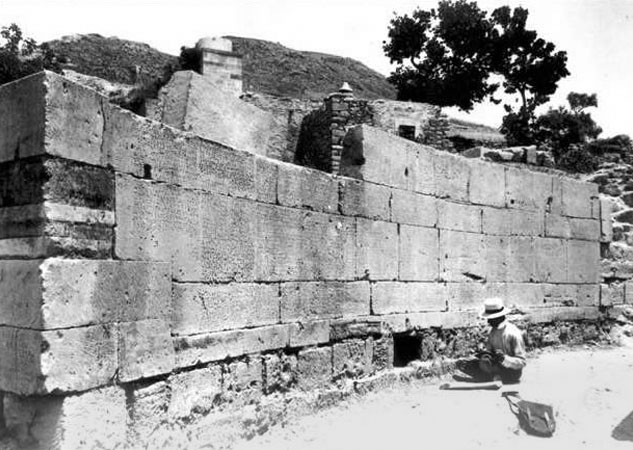
قوانین گورتون نوشته شده بر دیواری در کرت

قانون گورتون یا قوانین گورتون یک مجموعه قوانین یونانی قدیم است که در سال ۱۸۸۴ میلادی بر روی دیواری در شهر گورتون در جزیره کرت کشف گردید. این کشفی بسیار مهم بود زیرا ابعاد جدیدی از رویه قضایی رایج در یونان باستان را نمایان می‌ساخت.
قالبی از این قوانین در موزه باستان‌شناسی کلاسیک کمبریج موجود است. قانون گورتون گسترده‌ترین یادمان از قانون‌گذاری یونانی تا پیش از عصر هلنیستی است.

## درونمایه
در قانون گورتون به مسائلی مانند مناقشات مالکیت برده‌ها، تجاوز، زنا، حقوق زن پس از طلاق، نگهداری از فرزندانی که پس از طلاق زاده شده‌اند، خون‌بها، فروش یا رهن مسکن، فرزندان ازدواج‌های مخلوط (با والدین برده، آزاد و خارجی) و سرپرستی فرزند پرداخته شده‌است. در این قانون با طبقات گوناگون اجتماع، برده‌ها، خارجی‌ها و انسان‌های آزاد متفاوت رفتار شده‌است.

## نگارخانه

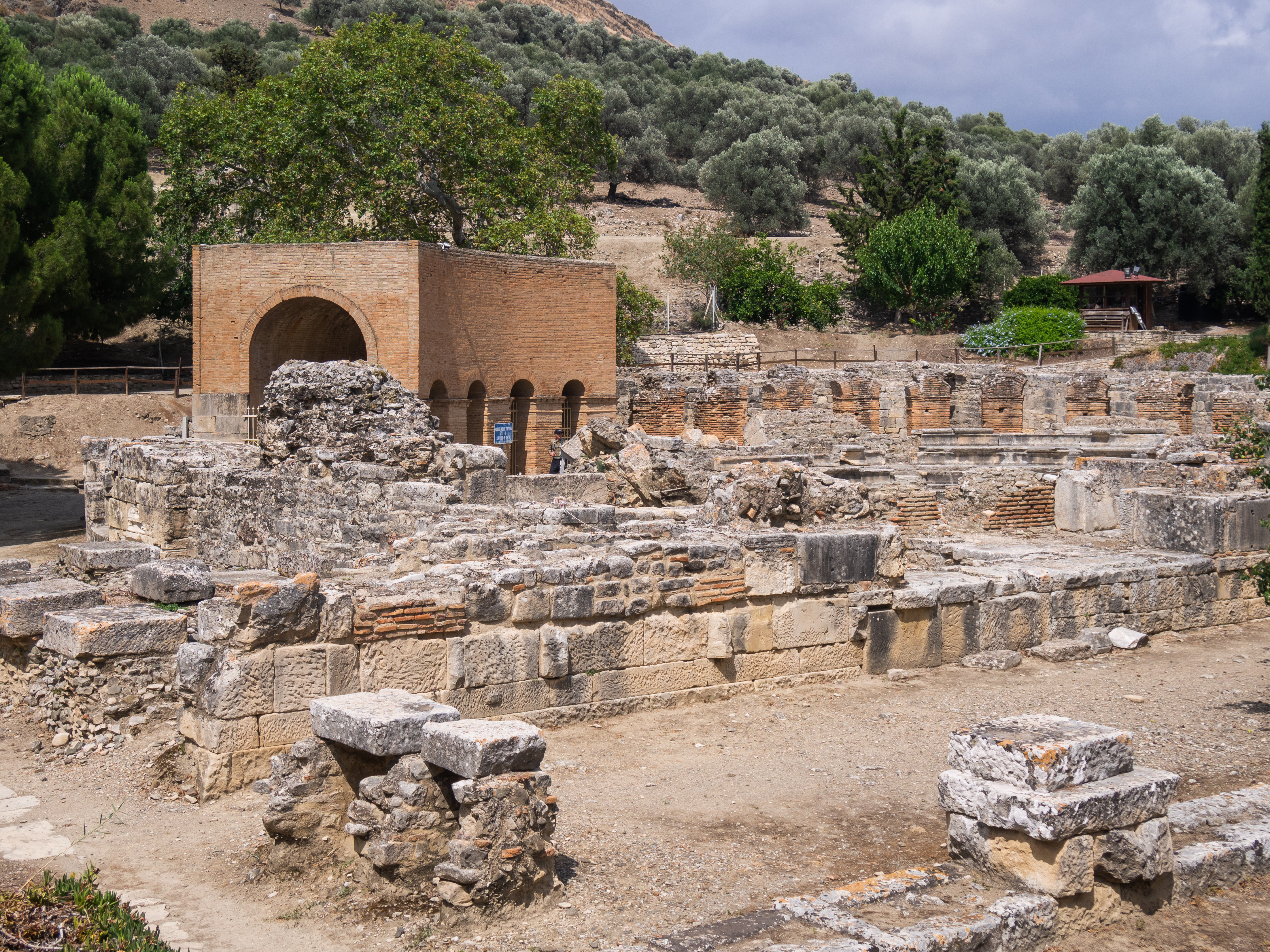
آمفی تئاتر محل کشف دیوار.
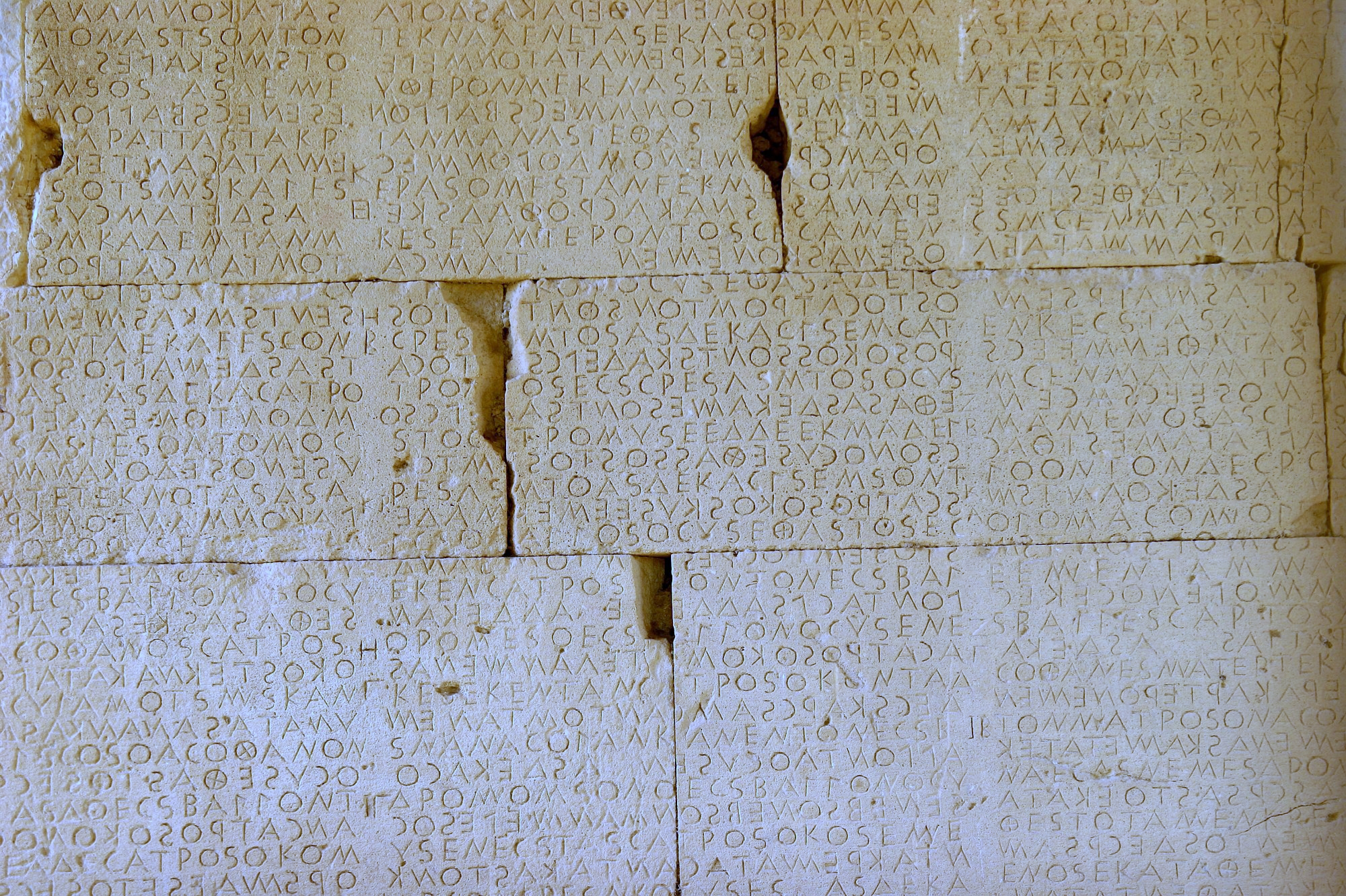
کتیبه قوانین گورتون.
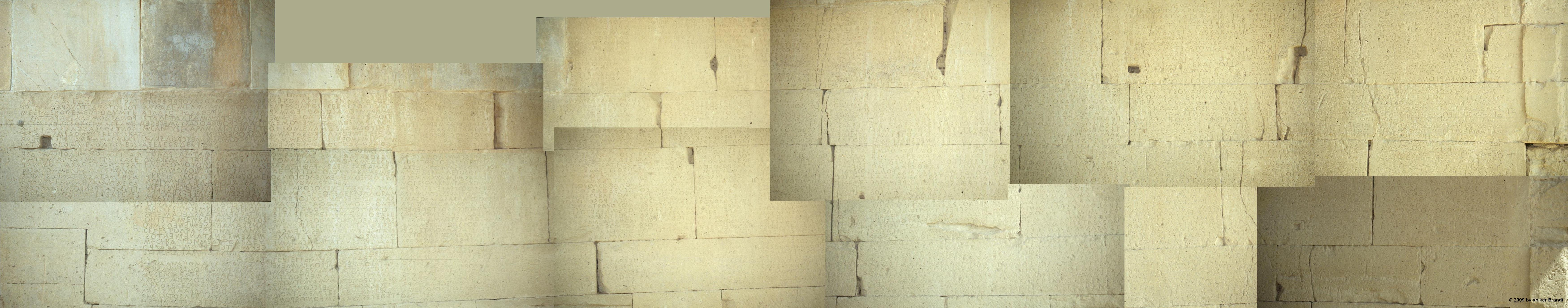
بازسازی تصویری کل کتیبه.
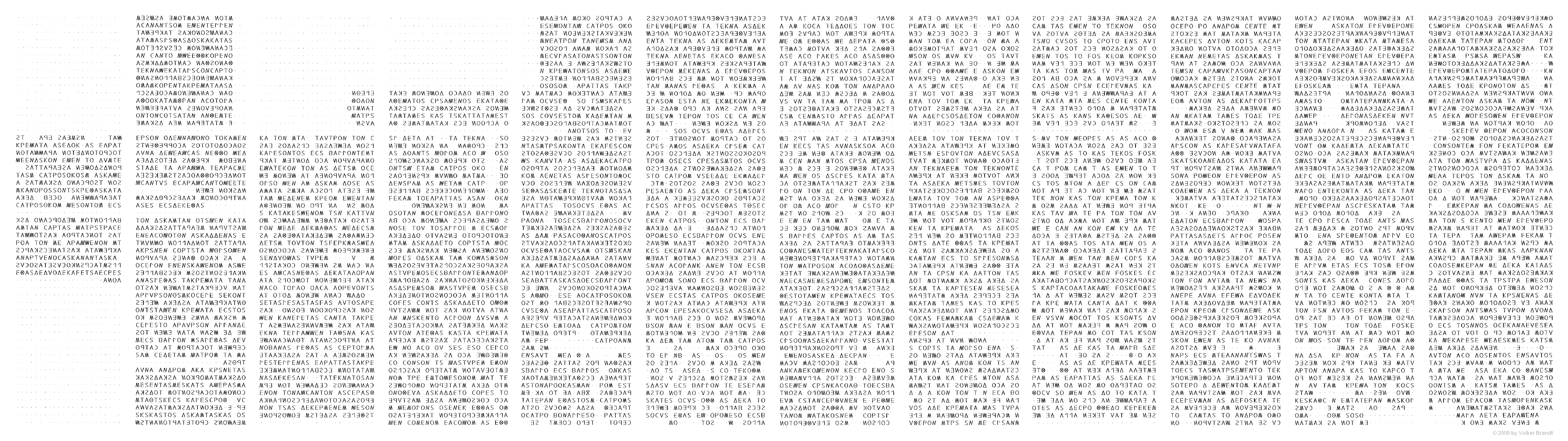
رونوشت کامل هر دوازده ستون کتیبه.